# Sabra (tissu)
Pour les articles homonymes, voir Sabra.
Le sabra, parfois appelé soie végétale, est un tissu imitant l'aspect de la soie.
Autrefois créé à partir des fibres de l'Aloe vera, il est aujourd'hui dans l'immense majorité des cas composé de matières synthétiques (viscose en particulier) et couplé à la laine ou au coton[pas clair]. Cette étoffe rencontre depuis quelques années[Quand ?] un certain succès dans l'industrie de l'artisanat marocain.